# Neoepiscardia truncata
Neoepiscardia truncata är en fjärilsart som beskrevs av László Anthony Gozmány. Neoepiscardia truncata ingår i släktet Neoepiscardia och familjen äkta malar. Inga underarter finns listade i Catalogue of Life.